# Pfarrkirche Leonding-Hart

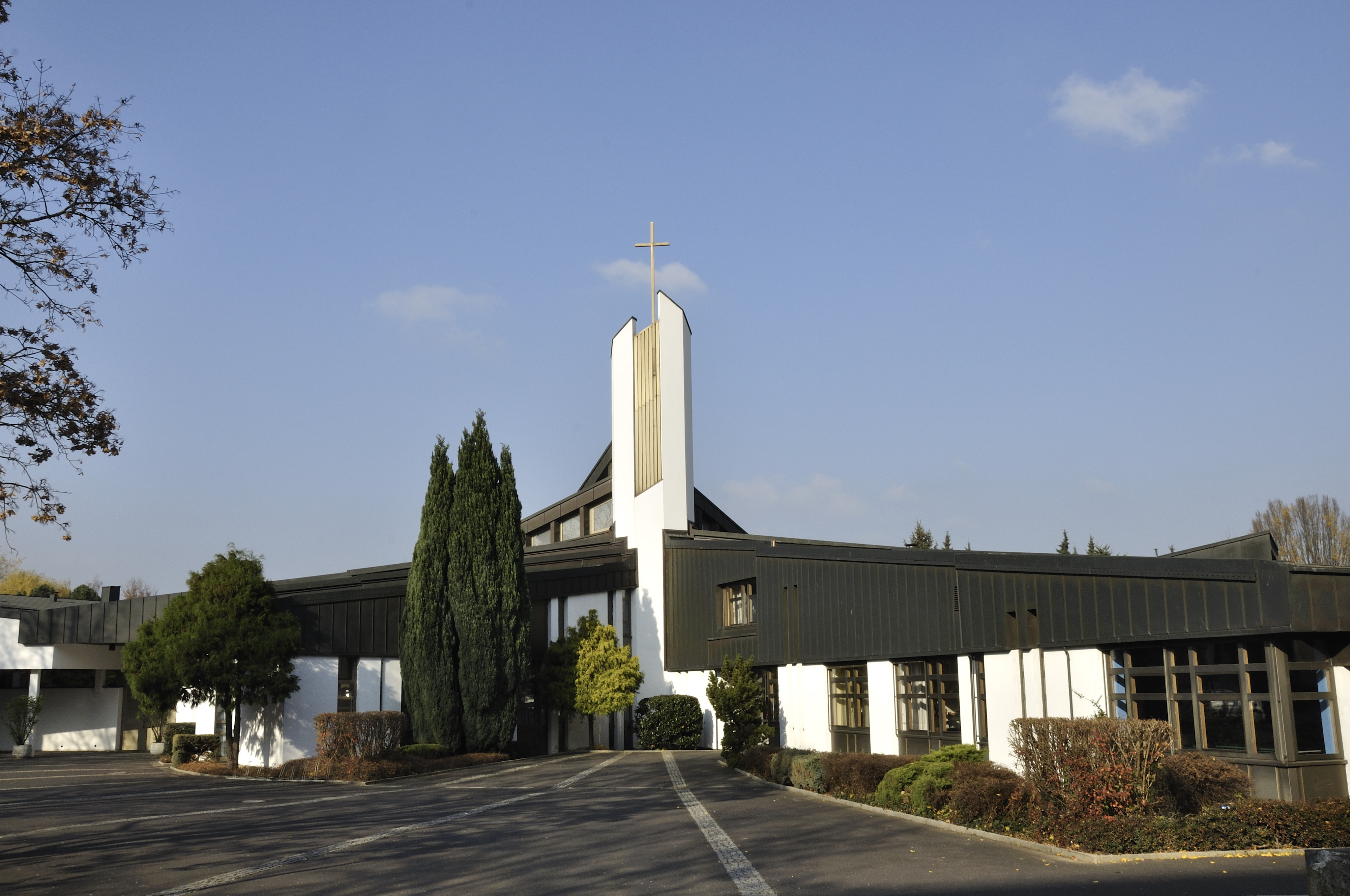
Katholische Pfarrkirche hl. Apostel Johannes in Hart in Leonding

Die Pfarrkirche Leonding-Hart steht im Ort Hart in der Stadtgemeinde Leonding in Oberösterreich. Die römisch-katholische Pfarrkirche hl. Apostel Johannes gehört zum Dekanat Traun in der Diözese Linz. Die Kirche steht unter Denkmalschutz.

## Geschichte
Der Kirchenbau wurde von 1981 und 1982 nach den Plänen des Architekten Josef Oemer erbaut. Die künstlerische Gestaltung der Kirche oblag dem Bildhauer Klaus Liedl.

## Architektur
Das Kirchengebäude hat einen kreisförmigen Grundriss mit dem Kirchturm als Zentrum. Die einzelnen Bauelemente sind unter einem Zeltdach um diesen Mittelpunkt angeordnet.